# Paraninoe minuta
Paraninoe minuta är en ringmaskart som först beskrevs av Johan Hjalmar Théel 1879.  Paraninoe minuta ingår i släktet Paraninoe och familjen Lumbrineridae. Inga underarter finns listade i Catalogue of Life.